# Jan Köstering
Jan Tobias Köstering (* 22. Oktober 1997 in Ratingen) ist ein deutscher Politiker (Die Linke).

## Leben
Jan Köstering legte 2016 sein Abitur in Langenberg ab und studierte unter anderem Ingenieurwesen, Rechtswissenschaften und Lehramt. Seit 2016 arbeitete er neben seinem Studium in einer Kfz-Meisterwerkstatt. Eine entsprechende Ausbildung begann er 2018  und arbeitete seitdem weiter in dem Beruf.
2017 trat Köstering in die Partei Die Linke ein. Köstering ist seit Oktober 2022 Mitglied des nordrhein-westfälischen Landesvorstands und seit November 2018 Sprecher des Kreisverbands Oberberg seiner Partei. Er ist Mitglied des Oberbergischen Kreistages, der Vereinigung der Verfolgten des Naziregimes – Bund der Antifaschistinnen und Antifaschisten (VVN-BdA), der Roten Hilfe und der Initiative Unser Oberberg ist bunt, nicht braun.
Bei der Bundestagswahl 2025 kandidierte er im Wahlkreis 98 Oberbergischer Kreis und zog über Platz 12 der nordrhein-westfälischen Landesliste in den 21. Deutschen Bundestag ein. Während der 21. Legislaturperiode ist er ordentliches Mitglied im Innenausschuss und stellvertretendes Mitglied im Verteidigungsausschuss. Zudem ist er für seine Fraktion Sprecher für Ziviler Bevölkerungs- und Katastrophenschutz.
Er wohnt in Nümbrecht.